# ساتوشي غوتو
ساتوشي غوتو (باليابانية: 後藤哲؛ بالكانا: ごとう さとし) هو مؤدي صوت ياباني، ولد في 18 يناير 1971 في ميه في اليابان.

## وصلات خارجية
- ساتوشي غوتو على موقع IMDb (الإنجليزية)
- ساتوشي غوتو على موقع قاعدة بيانات الفيلم (الإنجليزية)
- ساتوشي غوتو على موقع ANN person (الإنجليزية)